# Maria de Zayas y Sotomayor
Maria de Zayas y Sotomayor, španska pisateljica, * 12. september 1590, Madrid, † 1647 ali 1661, Madrid.
Je najpomembnejša španska romanopiska prve polovice 17. stoletja in ena izmed prvih žensk, ki je objavljala v kastiljskem narečju. Številni sodobni kritiki jo imajo za eno izmed začetnic modernega literarnega feminizma, drugi pa jo preprosto ocenjujejo kot baročno avtorico.

## Življenje
María de Zayas y Sotomayor se je rodila v plemiški družini, materi Maríi Catalini de Barrasa in očetu Fernandu de Zayas y Sotomayor. Ker je bil njen oče po poklicu pehotni kapitan, se je družina nenehno selila. Ta nestabilnost in odsotnost doma, kamor bi se lahko vrnila, sta temi, ki se pogosto odražata v njenih delih. Ker je odraščala v takih razmerah, je postala neodvisna ženska. Njene knjige je v 18. stoletju prepovedala inkvizicija.
Prijateljevala je z andaluzijsko dramatičarko Ano Caro Mallén de Soto, ki jo je Maria de Zayas y Sotomayor hvalila v svoji drugi zbirki romanov. Ana Caro je bila leta 1637 v Madridu in obstaja velika verjetnost, da je takrat spoznala Marío de Zayas y Sotomayor. Čeprav je živela v Madridu, se pojavljajo ugibanja tudi o drugih krajih bivanja, in sicer zaradi krajev objav njenih del. Predvideva se, da je živela nekaj časa v Zaragozi, saj sta tam izšla njena prva romana.

## Njena dela
Maria de Zayas y Sotomayor je leta 1637 v Zaragozi izdala svojo prvo zbirko desetih novel z naslovom Novelas amorosas y ejemplares (Romantične in zgledne zgodbe). Poznana so tudi kot španski Dekameron, saj sledijo strukturi, ki jo je uporabljal italijanski pisatelj Giovanni Boccaccio. Sestavljene so iz številnih uokvirjenih zgodb znotraj ene. Te novele, ki so bile napisane v zapletenem slogu, so bile zelo priljubljena zvrst v vsej Evropi. Na Mario de Zayas y Sotomayor je močno vplivalo delo Miguela de Cervantesa z naslovom Novelas ejemplares (Zgledne zgodbe), ki je bilo prav tako napisano v slogu italijanskega romana. Leta 1647 je izdala še drugi roman z naslovom Desengaños Amorosos (Ljubezenska razočaranja).

#### Novelas amorosas y ejemplares (Romantične in zgledne zgodbe)
V obeh delih je osrednji lik Lisis, ki je v svoj dom povabila skupino svojih prijateljev, da bi ji pomagali pri ozdravitvi. V poskusu, da dvigne svojega duha, vsak njen prijatelj pripoveduje zgodbo o svoji izkušnji. Povejo ji dve zgodbi na noč, pripovedujejo ji skupno pet noči. Medtem ko prva knjiga opisuje nasilje in razočaranje, pa druga še poglobi te teme. Prva zbirka se začne s predstavitvijo elegantnega prostora hiše Lisis, v kateri živi pet lepih žensk in pet moških, ki postanejo pripovedovalci desetih sentimentalnih zgodb, v nekaterih primerih tudi pripovedujejo o lastnih ljubezenskih izkušnjah. Da bi zabavali Lisis pet dni vsako noč povejo dve zgodbi, zraven pa se še interpretirajo glasbena dela in recitirajo pesmi.

#### Desengaños Amorosos (Ljubezenska razočaranja)
Druga knjiga izstopa bolj po mračnem, pesimističnem in celo strašljivem tonu, saj želi razkriti resničnost. Liki, ki nastopajo v knjigi, so še vedno obeh spolov, vendar so tokrat pripovedovalke samo ženske, ki so si izborile besedo in se pritožile glede dogajanja v družbi. Maria de Zayas y Sotomayor v tem delu zagovarja avtonomijo ženske, ki se zaveda svoje pasivnosti, zato si želi, da bi lahko sama odločala o svoji usodi, pa naj bo to odločanje o vstopu v samostan ali o izbiri, s kom se bo poročila. Po drugi strani pa se žensko v tem romanu prikazuje kot žrtev nasilne, nepravične družbe, ki je gluha za njene potrebe.  Druga knjiga je polna opisov, ki brez cenzure prikazujejo zlorabe žensk. Ženski liki so v obeh knjigah dobro razviti, njihova izkušnja pa jim omogoča, da zanikajo svojo manjvredno vlogo v družbi.  Anekdote na katerih temelji pripoved so napisane v moralizirajočem tonu, avtorica zanje trdi, da so resnične. V njenih romanih se kažejo tudi vplivi Boccaccia, in sicer glede sheme pripovedi in realističnega pripovedovanja, kjer je v primerjavi z italijanskim modelom močno poudarjen aristokratski značaj likov. Njeni romani so takoj doživeli velik odmev.

#### Pesmi
Med letoma 1621 in 1639 je pesnila hvalospeve za različne pisatelje, mnogi med njimi so povezani z madridskimi literarnimi krogi, na primer: uvodne pesmi k delom Miguela Botella, Juana Péreza de Montalbána, Francisca de las Cuevasa in Antonia del Castilla de Larzábala; verze za pogrebne darove Lopeja de Vege in Juana Péreza de Montalbána, kar nakazuje na njeno daljše bivanje v Madridu.

## Literarna kritika
Glavni namen teh novel je, da se ovrže vse omejitve, ki so jih bile ženske deležne zaradi morale in družbenih običajev, ki so veljali v 17. stoletju. Prav zaradi tega je María de Zayas y Sotomayor veljala za največjo feministko španske književnosti v 19. stoletju. Njene protagonistke so ženske močnega značaja, odločne, ki se v ljubezenski odnos ne spuščajo zgolj zaradi spolne privlačnosti, ampak v tem vidijo osebno svobodo.
Čeprav v tistem času težko govorimo o feminizmu, najdemo v njenih delih nekaj idej, ki so značilne za feminizem, na primer Maria de Zayas y Sotomayor zagovarja, da ženska ni zlonamerno bitje, kot so trdili nekateri moralisti, teologi in humanisti, ampak, da je sposobna poštenosti in pogumnih dejanj. Maria de Zayas y Sotomayor očita moškim, da ženske omejujejo, saj živijo zaprte doma, obsedene s svojo častjo. Zaradi tega ženske razvijajo hinavsko in varljivo vedenje. Avtorica verjame, da bi morali ženskam dovoliti, da razvijajo svoj intelekt in odločajo o svoji usodi. Tako bi se izboljšali odnosi med moškim in žensko. Zavzema se tudi za pravico žensk do izobrazbe.